# Hypoatherina
Hypoatherina és un gènere de peixos pertanyent a la família dels aterínids.

## Descripció
- Ulls grossos.
- Cap amb una cresta òssia a la part superior.
- Boca no extensible i grossa, la qual arriba fins a la part de sota del marge frontal dels ulls.
- Part superior de la mandíbula superior recta.
- Dents petites, simples i sense presència a la llengua.
- Espines branquials llargues i primes.
- L'origen de l'aleta dorsal es troba molt abans de l'origen de l'anal.
- L'anus es troba per sota de la primera aleta dorsal.
- Aletes pèlviques inserides més a prop de l'aleta pectoral que de l'anus.
- Escates grosses per sota de la base de l'aleta pectoral i de l'opercle.[2]

## Distribució geogràfica
Es troba a les aigües tropicals de la conca Indo-Pacífica i de l'Atlàntic occidental.

## Taxonomia
- Hypoatherina barnesi (Schultz, 1953)[3]
- Hypoatherina crenolepis (Schultz, 1953)[3]
- Hypoatherina harringtonensis (Goode, 1877)[4]
- Hypoatherina ovalaua (Herre, 1935)[5]
- Hypoatherina temminckii (Bleeker, 1853)[6]
- Hypoatherina tropicalis (Whitley, 1948)[7]
- Hypoatherina tsurugae (Jordan & Starks, 1901)[8]
- Hypoatherina valenciennei (Bleeker, 1853)[6][9]
- Hypoatherina woodwardi (Jordan & Starks, 1901)[8][10][11][12][13][14]